# Minilab

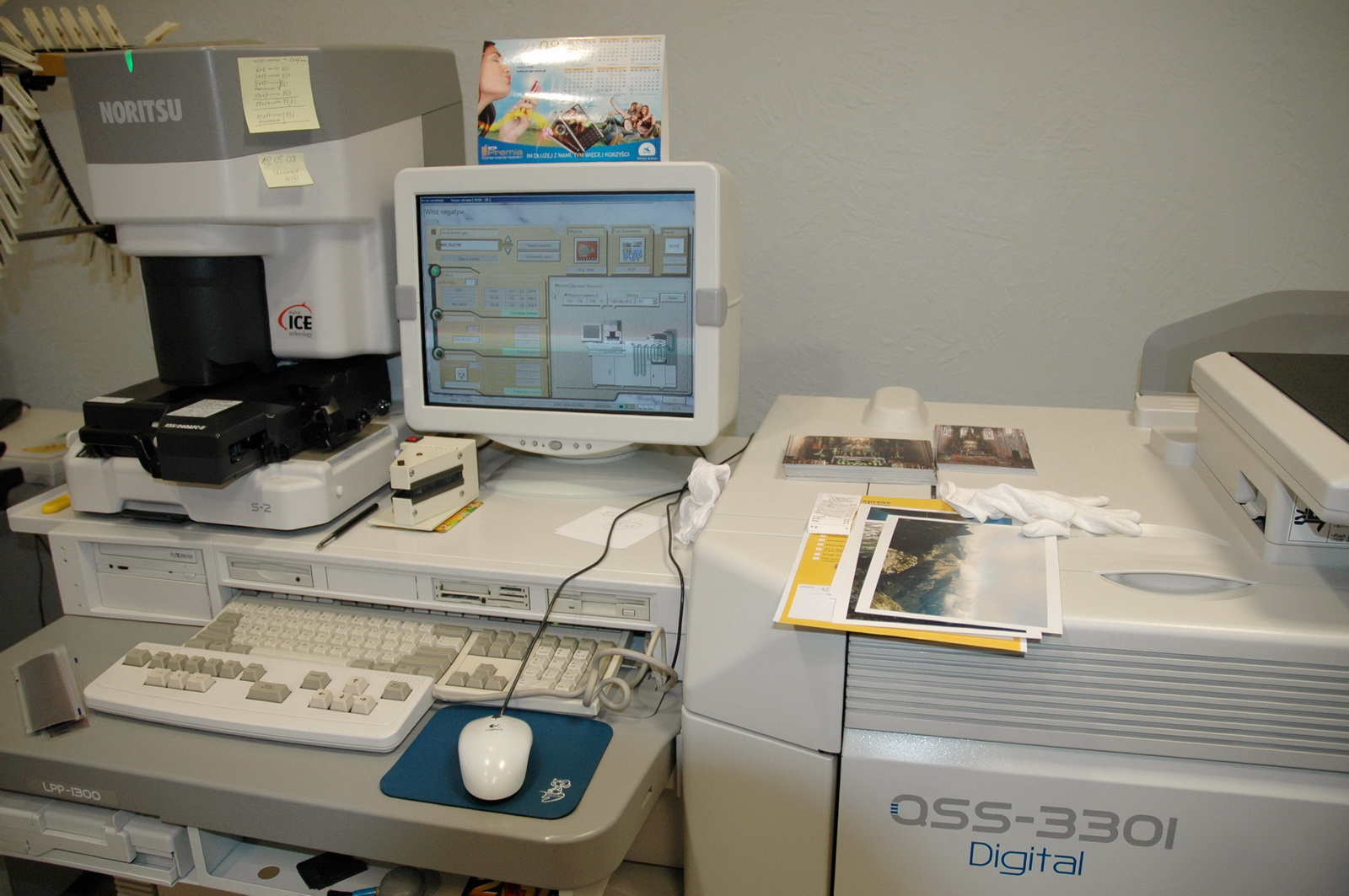
Minilab Noritsu

Minilab – urządzenie stosowane w fotografii kolorowej, zarówno cyfrowej, jak i tradycyjnej, do wywoływania filmu i wykonywania odbitek. Choć minilaby są całkiem dużymi urządzeniami, ich nazwa ma podłoże historyczne (jest to kompletne laboratorium, zawarte w jednej maszynie). Minilaby mogą być tradycyjne (naświetlanie papieru odbywa się drogą optyczną z negatywu) lub cyfrowe (film jest skanowany, a obraz cyfrowy naświetlany jest laserem lub za pomocą technologii LED na papierze; minilab cyfrowy wykonuje również odbitki z plików).

## Formaty zdjęć minilabu cyfrowego
Minilaby cyfrowe pracują ze stałą rozdzielczością 300 dpi (Noritsu, Frontier) lub 400 dpi (Agfa d-lab, Konica seria R). Praca urządzenia jest optymalna jeśli dostarczone materiały mają od razu właściwą rozdzielczość. Mniejsze pliki będą miały gorszą jakość, większe zaś będą i tak zmniejszone do rozdzielczości urządzenia.
Ilość pikseli dla poszczególnych formatów typowych (przy 300 dpi).
| Format [cm] | Format [mm] | Format [piksele] |
| ----------- | ----------- | ---------------- |
| 9×13        | 89×127      | 1051×1500        |
| 10×15       | 102×152     | 1205×1795        |
| 13×18       | 127×178     | 1500×2102        |
| 15×21       | 152×210     | 1795×2480        |
| 18×24       | 180×240     | 2126×2835        |
| 20×30       | 203×297     | 2398×3508        |
| 21×30       | 210×300     | 2480×3543        |
| 25×38       | 254×381     | 3000×4500        |
W niektórych przypadkach minilaby wymagają otoczenia tak przygotowanego zdjęcia ramką o wymiarze 12 pikseli, co każdy wymiar zwiększa o 2 mm przy 300 dpi. Wynika to z tego, że milimetr na każdym brzegu naświetlanego zdjęcia nie jest przenoszony na papier tzw. obszar roboczy.
W większości nowych minilabów, aby zachować proporcje z tradycyjnej fotografii małoobrazkowej i nie zmieniać formatów odbitek, obraz naświetlany jest w proporcji 3:2, dlatego przy naświetlaniu plików cyfrowych (zdjęcie z aparatów w systemie 4/3 i z większości cyfrowych aparatów kompaktowych ma proporcję 4:3 lub 16:9) obraz jest dopasowany lub musi być skadrowany przez laboranta do proporcji 3:2. Aby nie kadrować zdjęcia, czasami laboratoria korzystają z opcji pełnego kadru (zostawiając białe paski po bokach). Większość minilabów cyfrowych ma możliwość prostego retuszu, np. redukcji czerwonych oczu, korekty barwy, cieni, prześwietleń gęstości itp. lub ramki dookoła zdjęcia.